# Nepal-Airlines-Flug 183
Am 16. Februar 2014 verunglückte eine de Havilland Canada DHC-6 Twin Otter auf dem Nepal-Airlines-Flug 183. Bei dem Unfall kamen die drei Crewmitglieder sowie alle 15 Passagiere ums Leben.

## Flugzeug und Besatzung
Das Flugzeug der nepalesischen Fluggesellschaft Nepal Airlines, das schon seit 1971 im Einsatz war, hatte zum Zeitpunkt des Unglücks über 43.900 Flugstunden hinter sich.
Der Kapitän hatte weit über 8.000 und der Copilot über 350 Flugstunden absolviert.

## Unfallverlauf
Das aus Kathmandu kommende Flugzeug startete um 12:43 Uhr vom Flughafen Pokhara mit drei Crewmitgliedern und 15 Passagieren zum Weiterflug nach Jumla. Aufgrund der Wetterlage und der schlechten Sichtbedingungen wählten die Piloten keinen Direktkurs zum Zielflughafen, sondern wichen auf eine weiter südlich gelegene Route aus. Um das zunehmend schlechte Wetter zu umgehen, änderte die Maschine mehrfach die Flughöhe und den Kurs. Die Besatzung entschloss sich schließlich nach Bhairahawa auszuweichen. Der Kapitän führte hierzu eine Rechtskurve aus und leitete den Sinkflug ein. Das Flugzeug streifte unmittelbar danach um ca. 13.30 Uhr einen Baum und schlug knapp unterhalb eines Bergkammes erstmals auf, wobei die linke Tragfläche vom Rumpf getrennt wurde. Nach der ersten Bodenberührung rutschte das Flugzeug über den Kamm und stürzte auf der anderen Bergseite in die Tiefe. Das Wrack wurde in einer Höhe von 2192 Metern (7190 Fuß) gefunden.

## Ursachen
Nach einer Untersuchung wurde festgestellt, dass sowohl unzureichende Koordination als auch schlechte Wetterbedingungen zum Unfall geführt haben. Laut den Aufzeichnungen des Cockpit Voice Recorders warnte der Copilot davor, eine Kursänderung an dieser Position vorzunehmen.